# Atopetholus michelbacheri
Atopetholus michelbacheri är en mångfotingart som först beskrevs av Karl Wilhelm Verhoeff 1938.  Atopetholus michelbacheri ingår i släktet Atopetholus och familjen Atopetholidae. Inga underarter finns listade i Catalogue of Life.